# Tylcus
Tylcus is een kevergeslacht uit de familie van de boktorren (Cerambycidae). De wetenschappelijke naam van het geslacht werd voor het eerst geldig gepubliceerd in 1912 door Casey.

## Soorten
Tylcus is monotypisch en omvat slechts de volgende soort:
- Tylcus hartwegii (White, 1855)